# Reometría
La reometría (del griego rheos) es la ciencia que describe tanto los métodos de medida como los instrumentos que permiten obtener datos reológicos de un material (ver reología). Determina las relaciones cuantitativas y cualitativas entre la deformación y la tensión mecánica y sus derivadas.
Una aplicación típica de la reometría sería la medida de la viscosidad.